# Nub Sanggye Yeshe
| Tibetische Bezeichnung                                                           |
| -------------------------------------------------------------------------------- |
| Tibetische Schrift: གནུབས་ཆེན་སངས་རྒྱས་ཡེ་ཤེས                                          |
| Wylie-Transliteration: gnubs chen sangs rgyas ye shes; gnubs sangs rgyas ye shes |
| Chinesische Bezeichnung                                                          |
| Vereinfacht: 努•佛智; 努•桑杰益西                                                |
| Pinyin:Nu Fozhi; Nu Sangjie Yixi                                                 |

Nub Sanggye Yeshe (tib. gnubs sangs rgyas ye shes) oder Nubchen Sanggye Yeshe (tib. gnubs chen sangs rgyas ye shes) war ein Meister der Alten Tantra-Tradition der Nyingma-Schule. Er war einer der Fünfundzwanzig Schüler von Guru Rinpoche (Padmasambhava'). Er brachte die Anuyoga-Lehren nach Tibet und übersetzte viele Tantras. Er war auch ein Schüler vieler anderer großer Meister. Er gilt als Autor des Samten Migdrön (bsam gtan mig sgron).